# Декозацикација
Декозацикација или декозачење (рус. Расказачивание) је била бољшевичка политика систематске репресије против козака Руског царства, посебно Дона и Кубана, између 1919. Козачка елита, приморавајући све друге козаке да се повинују и елиминишући козачку посебност. Кампања је почела у марту 1919. као одговор на растућу козачку побуну. Према Николасу Верту, једном од аутора Црне књиге комунизма, совјетски лидери су одлучили да „елиминишу, истребе и депортују становништво читавих територија“, коју су назвали „совјетска Вандеја“. Декозачење се понекад описује као геноцид над Козацима, иако је ово гледиште спорно, с тим да неки историчари тврде да је ова ознака претеривање. Научник Питер Холквист је процес описао као део „немилосрдног“ и „радикалног покушаја да се елиминишу непожељне друштвене групе“ који је показао „посвећеност друштвеном инжењерингу “ совјетског режима. Током овог периода, политика је претрпела значајне модификације, што је резултирало „нормализацијом“ Козака као саставног дела совјетског друштва.

## Позадина
Козаци су истовремено били и етничка припадност и група посебних друштвених имања у Руском царству од 16. до почетка 20. века. Због своје војне традиције, козачке снаге су играле важну улогу у руским ратовима од 17. до 20. века, као што су Кримски рат (1853−1856), Наполеонови ратови, различити руско-турски ратови и Први светски рат 1914. 1918. Крајем 19. и почетком 20. века, царски режим је распоредио козачке одреде да обављају полицијску службу и да сузбијају револуционарне покрете, посебно 1905–1907.
После Октобарске револуције 1917. избио је сукоб између новог бољшевичког комунистичког режима у Русији и многих козака. На територији Дона, атаман донских козака, Алексеј Каледин, изјавио је да ће пружити пуну подршку, у блиском савезу са владама других козачких војски снагама Керенског. Успостављајући везе са украјинском Централном Радом и са домаћинима Кубаном, Тереком и Оренбургом, Каледин је настојао да збаци совјетски режим у Русији. Дана 15. новембра 1917. генерали Корнилов, Алексејев и Дењикин почели су да организују снаге које ће постати Добровољачка армија у козачкој културној престоници Новочеркаску. Уводећи ванредно стање, Каледин се преселио крајем новембра. Петнаестог децембра, после седмодневне битке, његове снаге су заузеле Ростов . Међутим, 25. фебруара бољшевичке трупе су заузеле Ростов и Новочеркаск. Остаци белих козака пребегли су у Салске степе.
Након што је царска немачка војска упала и заузела Ростов 8. маја 1918, у Донској губернији је формирана влада на челу са атаманом Красновим. У јулу 1918. године белокозачке снаге атамана Краснова покренуле су своју прву инвазију на Царицин (данашњи Волгоград). Совјетске снаге су извршиле контранапад и протерале Беле козаке до 7. септембра. Красновљеве снаге су 22. септембра покренуле другу инвазију на Царицин, али су до 25. октобра совјетске трупе одбациле Красновљеве снаге иза Дона. Краснов је 1. јануара 1919. покренуо трећу инвазију на Царицин. Совјетске снаге су одбиле инвазију и приморале Красновљеве снаге да се повуку из Царицина средином фебруара 1919.

## Историја
Политика је успостављена тајном резолуцијом бољшевичке партије од 24. јануара 1919., која је наложила локалним огранцима да „спроводе масовни терор над богатим Козацима, истребљујући их све; спроводе немилосрдни масовни терор против свих и свих Козака који су учествовали у на било који начин, директно или индиректно, у борби против совјетске власти“. Јужни фронт је 7. фебруара издао сопствена упутства о томе како ће се резолуција применити: „Главна дужност извршних одбора станица и хутора је да неутралише козаштво немилосрдним истребљењем његове елите. Окружни и станички атамани подлежу безусловној елиминацији, [али] атамани Хутор треба да буду подвргнути погубљењу само у оним случајевима када се може доказати да су активно подржавали политику Краснова (организовали пацификацију, спровели мобилизацију, одбили да пруже уточиште револуционарним козацима или црвеноармејцима).“
Само средином марта 1919, снаге Чеке погубили су више од 8.000 Козака. У свакој станици револуционарни судови су доносили кратке пресуде у року од неколико минута, а читави спискови људи су осуђени на стрељање због „ контрареволуционарног понашања“.
Совјети су од региона Дона захтевали да дају допринос за жито једнак укупној годишњој производњи тог подручја. Скоро сви козаци су се придружили Зеленој армији или другим побуњеничким снагама. Заједно са трупама барона Врангела, протерали су Црвену армију из региона августа 1920. године. Након што је Црвена армија поново заузела Крим, Козаци су поново постали жртве Црвеног терора. Посебне комисије задужене за декозачење осудиле су на смрт више од 6.000 људи само у октобру 1920. године. Породице и често комшије осумњичених побуњеника узимани су као таоци.
Пјатигорска Чека организовала је „дан црвеног терора“ да би у једном дану погубила 300 људи. Наредили су локалним организацијама Комунистичке партије да саставе спискове за погубљење. Према речима једног од чекиста, „овај прилично незадовољавајући метод довео је до великог приватног обрачуна старих рачуна... У Кисловодску, у недостатку боље идеје, одлучено је да се убију људи који су били у болници." Многи козачки градови су спаљени до темеља, а сви преживели су депортовани по наређењу Серга Орџоникидзеа, који је био шеф Револуционарног комитета Северног Кавказа.

## Критика
Депортације и истребљења неки научници сматрају геноцидом, иако је ово гледиште спорно. Према Питеру Холквисту, било би претерано тврдити да је декозачење представљало „козачки геноцид“.
Иако је пре 1917. било више од милион Козака, данас се врло мало људи сматра козацима. Шејн О'Рурк наводи да је декозакизација „било један од главних фактора који је довео до нестанка Козака као нације”. Александар Николајевич Јаковљев, председник Председничког комитета за рехабилитацију жртава политичке репресије, напомиње да су „убијене стотине хиљада козака“. Роберт Гелатели тврди да „најпоузданије процене показују да је између 300.000 и 500.000 убијено или депортовано у периоду 1919–20” од ранијих приближно три милиона становника.
Према Лукашу Адамском и Бартломију Гајошу, број људи који су страдали током декозаштва је у великој мери споран, наводећи да се број погинулих креће од „неколико хиљада до невероватних тврдњи о стотинама хиљада“.
Питер Холквист наводи да је укупан број погубљења тешко утврдити; у неким регионима, стотине су погубљене, док је трибунал био веома активан у Кхоперу, са укупно 226 погубљења за месец дана. Тсимлианскаиа трибунал је надгледао погубљење преко 700 људи. Трибунал у Котелникову је почетком маја погубио 117 и скоро 1.000 укупно. Други нису били тако активни. Трибунал Березовскаиа извршио је укупно двадесетак хапшења у заједници од 13.500 људи. Холквист такође примећује да су неки од Белих извештаја о злочинима Црвених на Дону били свесно писани у сврху агитације. У једном примеру, вођа побуњеника је известио да је 140 погубљено у Боковској, али је касније дао другачији извештај, према којем је само осам људи у Боковској осуђено на смрт, а власти нису успеле да изврше ове казне. Холквист наглашава да "не жели да умањи или одбаци веома стварна погубљења од стране Совјета". Све у свему, он процењује да је од декозаштва умрло око 10.000 људи.
Истраживање Павла Полиана са Руске академије наука на тему присилних насеља у Совјетском Савезу показује да је више од 45.000 козака депортовано из Теречке области у Украјину. Њихова земља била је додељена просовјетским козацима и Чеченима.
Према Речнику геноцида, „геноцидни третман“ козака је био заснован на класи, етничкој припадности и политици и део шире бољшевичке политике преправљања друштва.